# Borjana Kalejn
Borjana Nikołaewa Kalejn (bułg. Боряна Николаева Калейн; ur. 23 sierpnia 2000 r. w Sofii) – bułgarska gimnastyczka artystyczna, medalistka olimpijska, srebrna medalistka mistrzostw świata, trzykrotna brązowa medalistka mistrzostw Europy.

## Kariera
Sport zaczęła uprawiać w wieku sześciu lat.
W 2018 roku wystąpiła na World Games rozegranych we Wrocławiu. W żadnej konkurencji nie zdołała awansować. Tego samego roku wzięła również udział na mistrzostwach świata w Sofii, zdobywając srebrny medal w rywalizacji drużynowej. Poza tym zajęła czwarte miejsce w układzie z obręczą oraz szóste – w występie ze wstążką.
Rok później zdobyła trzy brązowe medale podczas mistrzostw Europy w Baku. Trzecie miejsce przypadło drużynie w klasyfikacji punktowej. W indywidualnych zawodach była trzecia w układach z piłką i wstążką.